# Jarosław Ellwart
Jarosław Ellwart (ur. 9 października 1967 w Gdyni) – autor przewodników po Kaszubach, Kociewiu i Borach Tucholskich, właściciel Wydawnictwa Region, działacz kaszubski od czasów studenckich. Z wykształcenia inżynier hydrotechnik. Mieszka w Wielkim Kacku, skąd pochodzi. 
Niektóre publikacje
- Kaszuby. Przewodnik turystyczny (wyd. 1. Bernardinum, 1995, wydane także w języku niemieckim i angielskim)
- Kociewie i Bory Tucholskie. Przewodnik turystyczny (wyd. 1. Bernardinum, 1996)
- Pomorze Środkowe. Przewodnik turystyczny (wyd. 1. Region, 1999, wydane także w języku niemieckim)
- Śladami Bismarcka po Pomorzu – vademecum historyczno-turystyczne, współautor (wyd. 1. Region, 2001, wydane także w języku niemieckim)
- Norda na wakacje, współautor (wyd. 1. Region, 2003)
- Kamienne kręgi Gotów,  współautor (wyd. 1. Region, 2004)
- Wał Pomorski, współautor (Region, 2009)

Ellwart jest także autorem informatorów i przewodników turystycznych poszczególnych gmin i powiatów Kaszub, Kociewia, Borów Tucholskich i Pomorza oraz tekstów przewodnikowych na mapach tych regionów.